# Wysoka

Wysokas vapen.

Wysoka (tyska Wissek, 1942–1945 Weißeck) är en stad i Storpolens vojvodskap i västra Polen. Wysoka, som för första gången nämns i ett dokument från år 1260, hade 2 758 invånare år 2013.